# Franz Nöpl
Franz Seraph Nöpl (* 21. Februar 1857 in Gänswies bei Neureichenau; † 3. Juli 1949 in Passau) war ein deutscher katholischer Priester.

## Werdegang
Nöpl empfing am 10. April 1882 die Priesterweihe. In den folgenden Jahren war er in verschiedenen Pfarreien als Hilfspriester tätig, davon zehn Jahre als Kooperator in der großen Waldpfarrei Zwiesel. 1903 wurde er Pfarrer in Freyung, 1928 kam er als Kurat an das Städtische Maierhofspital in Passau.
Wegen seines Einsatzes für die Schwachen wurde er als „Vater der Armen“ bezeichnet. Anlässlich seines 65-jährigen Priesterjubiläums wurde er im April 1947 mit der Ehrenbürgerschaft der Stadt Passau ausgezeichnet. Zuletzt war er der älteste Geistliche im Bistum Passau.

## Ehrungen
- Ernennung zum Geistlichen Rat
- 1947: Ehrenbürger von Passau